# Cratinos le Jeune
Cratinos le Jeune (en grec ancien Κρατίνος) est un poète comique athénien (première moitié et milieu du IVe siècle av. J.-C.), représentant de la Comédie Moyenne. 

## Notice biographique
Il est contemporain de Platon, qu'il raille dans ses pièces comme ses concurrents Alexis de Thourion, Théopompe d'Athènes, ou Anaxandridès. Il est surnommé dès l'Antiquité "le Jeune" pour le différencier de Cratinos, poète de l'Ancienne Comédie (fin du Ve - début du IVe av. J.-C.).

## Œuvre
Aucune pièce n'a été conservée, cependant une quatorzaine de fragments ont été transmis par des auteurs comme Athénée de Naucratis, Diogène Laërce, Pollux, Hésychius ou Clément d'Alexandrie.
Les titres de plusieurs de ses pièces nous ont été ainsi transmis :
- Les Géants[2],
- Théramène[3], peut-être l'homme politique athénien, chef des conservateurs, exécuté en 404 av. J.-C.;
- Omphale[4], s'inspirant du mythe d'Héraclès maintenu en esclavage auprès de la reine de Lydie Omphale;
- Les Pythagoriciennes[5], où il se moque des philosophes;
- Les Tarentins[5], où il ironise sur les rhéteurs;
- Les Titans[6],
- Chiron[7], du nom du sage centaure thessalien. La pièce concernait peut-être Jason de Phères qui s'était allié à Athènes en 374 av. J.-C.[8];
- La fausse Supposition[9], où il ironise sur Platon.

Plusieurs des fragments attribués à Cratinos l’Ancien sont peut-être à rattacger à cet auteur, en particulier les pièces Busiris et Trophonion, ainsi que certains fragments sans titre (fragments 334, 336 et 389 PCG).
Les fragments ont été rassemblés en dernier lieu par Kassel et Austin (1983), éclipsant les éditions antérieures de Kock (1884) et Augustus Meineke (1840). Une traduction anglaise de ses fragments a été éditée par Edmonds (1959), à partir du texte édité par Kock.

## Editions
- Kassel R., Austin C., Poetae Comici Graeci, T4, De Gruyter, 1983, p.338-345
- Edmonds, The Fragments of Attic Comedy, T2, Brill, 1959, p.2-9
- Kock T., Comicorum Atticorum fragmenta, T2, Teubner, 1884, p.289-293
- Meineke A., Fragmenta comicorum Graecorum, T3, Berlin, 1840, p.374-379

## Sources
- Kassel R., Austin C., Poetae Comici Graeci, T4, De Gruyter, 1983, p.338-345
- Edmonds, The Fragments of Attic Comedy, T2, Brill, 1959, p.2-9
- Koerte, Realencyclopädie der classischen Altertumswissenschaft XI.2, 1922, col. 1654 (Kratinos n°4)